# Christie Brinkley
Christie Brinkley, geboren als Christie Lee Hudson,(Monroe (Michigan), 2 februari 1954) is een Amerikaans model, actrice en ontwerpster.

## Jeugd
Brinkley werd geboren als Christie Lee Hudson in Michigan, dochter van Herbert Hudson en Marjorie Bowling. De familie verhuisde naar Los Angeles, waar Brinkley's ouders van elkaar scheidden. Haar moeder trouwde vervolgens met Don Brinkley, die Christie en haar broer adopteerde. Ze woonden onder andere in Malibu. Christie bezocht het Lycée Français in Los Angeles. Na het behalen van haar diploma in 1973 ging ze naar Parijs om er een opleiding in de kunsten te volgen.

## Carrière
Brinkley werd in 1973 ontdekt door fotograaf Errol Sawyer in een Parijs postkantoor. Deze verzorgde haar eerste fotoshoots en stelde haar voor aan John Casablancas, een van de oprichters van Elite Model. Brinkley zei later over deze periode dat ze "maar gewoon een surfmeisje" was, en dat ze "er niet uitzag als een echt model." Nadat ze was toegelaten tot Elite, waar ze de modefotografen Patrick Demarchelier en Mike Reinhardt ontmoette, vloog ze naar Californië waar ze Eileen Ford van Ford Models ontmoette. Brinkley werd meteen geboekt voor drie nationale advertentiecampagnes in de Verenigde Staten. Ook was Brinkley meermaals te zien op het titelblad van Glamour, en tekende ze een recordcontract van vijfentwintig jaar met cosmeticabedrijf CoverGirl (tot op de dag van vandaag een van de langste modellencontracten ooit). In 2005 tekende Brinkley opnieuw een contract met CoverGirl, ditmaal voor het aanprijzen van huidproducten voor volwassen vrouwen.
In de late jaren 70 verwierf Brinkley internationaal bekendheid, toen ze drie jaar na elkaar op het omslag stond van het badpakkennummer van het blad Sports Illustrated (1979, 1980 en 1981). Ook in de daaropvolgende jaren was Brinkley veelvuldig in SI te zien, onder meer in de eerste uitgave van een kalender door het blad. Ze gaf in eigen beheer twee kalenders uit, die beide uitzonderlijk goed verkocht werden.
Ook diende ze vijfentwintig jaar als het gezicht van het Amerikaanse cosmeticamerk CoverGirl, wat als het langstlopende contract van een model in de geschiedenis gezien wordt. In de loop van de jaren is ze op meer dan 500 tijdschriftomslagen te zien geweest.
Christie Brinkley heeft gewerkt als actrice, illustratrice, fotografe, schrijfster en ontwerpster en was ook te zien als televisiepersoonlijkheid. Daarnaast trad ze op als activiste voor mensen- en dierenrechten en voor het milieu.
Met een carrière van meer dan dertig jaar is Christie Brinkley door bladen als Playboy en Allure "een van de meest aantrekkelijke vrouwen aller tijden" genoemd. In 2008 had ze naar schatting een vermogen van 80 miljoen dollar. Brinkley heeft haar geld voornamelijk in onroerend goed belegd. In 2012 zette de Engelse krant de Daily Mail haar op een lijst van "s Werelds 20 rijkste modellen" op de derde plaats.

## Privé
In 1982 had Brinkley een relatie met Olivier Chandon de Brailles, erfgenaam van de Moët & Chandon-familie. Ze hadden elkaar ontmoet in Studio 54, waar Brinkley was om een kalender aan te prijzen. Een jaar later kwam Chandon de Brailles om het leven tijdens een auto-ongeluk, toen hij zich aan het voorbereiden was op een autorace.
In 2015 werd bekend dat Brinkley een relatie heeft met zanger John Mellencamp.
Brinkley is vier keer getrouwd geweest, onder meer, van 1985 tot 1994, met de zanger Billy Joel. Ze is te zien in verschillende clips met zijn muziek. Met hem kreeg ze in 1985 een dochter. Haar vierde huwelijk, met de architect Peter Cook, eindigde in 2008 met een echtscheiding.
- Gemeinsame Normdatei: 126999798X
- International Standard Name Identifier: 0000 0000 2376 1698
- Library of Congress Control Number: n83060031
- MusicBrainz: 3d78b3c4-eae5-487b-a84d-5422f9c0c3e6
- Nationale en Universitaire bibliotheek Zagreb: 000167940
- Virtual International Authority File: 75224762
- WorldCat: E39PBJdh4HbfHCCgPPqw8pbWXd